# 西村紗也禾
西村 紗也禾（にしむら さやか、1978年6月16日 - ）は、大阪府出身のグラビアアイドル、レースクイーンである。所属事務所はプロデュースワン、グリーンメディアを経て、現在はミキ・エンターテインメントに所属している。

## 人物・来歴
- 2004年・2006年、NOMAD レースクイーン
- 2005年、TOM'S DYNACITY レースクイーン (第4戦まで)
- 2006年、オートサロンイメージガール『A-class』メンバー
- 趣味：歌う事、バンド
- 特技:素もぐり

## 出演

### テレビ
- 行列のできる法律相談所（日本テレビ系・2008年8月13日）
  - ボビー・オロゴン日本語ペラペラ疑惑？！ の企画で山根ラムという名前でドッキリの仕掛け人として出演した。
- とっても快感!ラブLOVEクリニック(MONDO21)
- パチンコオリ法ＴＶ(MONDO21)

### インターネット
- スタチャ・ガールズとしてスターチャット.TV
- アイドル誕生TV

## リリース作品
A-classとしてリリース。
- CD「TOKYO AUTOSALON presents EVOLUTION#2」（avex trax・2005年12月7日発売） - 曲名『Shining☆Star!』
- DVD「Shining☆Star!〜A-class the movie〜」（avex trax・2006年1月11日発売）
- 写真集「ギャルズ・パラダイス特別編集 オートサロンイメージガールA-class SPECIAL!」（三栄書房・2006年1月11日発売）